# Temperatura cinètica
La temperatura cinètica és un concepte que s'utilitza quan les condicions físiques de la matèria impedeix l'ús de la definició operacional-macroscòpica "clàssica" de la temperatura o la magnitud física mesurada pel 'termòmetre'. S'aplica aquest concepte, per exemple, en astronomia, quan un gas donat es troba per ser tan poc freqüent, que les possibilitats que les partícules de gas que xoquen entre si són mínimes. Per a la temperatura cinètica, per tant, es pretén la temperatura en la qual les partícules de gas han d'estar situades a la superfície de la terra per moure amb energia cinètica igual a la que tenen en les condicions en què es troben en el seu lloc, immediatament després de la definició microscòpica de temperatura donada per la teoria cinètica del gas.
Es parla de la temperatura cinètica, per exemple, en la descripció de les capes més externes i, per tant, més enrarida, de l'atmosfera: la termosfera (90 km - 500 km d'altitud) es classifica amb una temperatura cinètica d'aproximadament 1300 K, fins i tot si la temperatura mesurada per un termòmetre normal seria molt menys. El mateix succeeix per l'exosfera suprajacent.
Un cos en aquestes condicions, a causa de la rarefacció extrema de l'aire, de fet, patiria un augment molt modest (o disminuir si és més calent) per executar la temperatura (col·lisions moleculars) amb el gas de l'atmosfera, per la calor gairebé exclusivament per l'absorció de la radiació solar. O la temperatura cinètica és l'energia "posseïda" per àtoms individuals, que no obstant això són molt enrarits espacialment (en un metre cúbic a una certa alçada hi ha menys àtoms i estan més separades entre si pel que fa a un metre cúbic a nivell del sòl), de manera que, encara que posseeixen cada un d'ells una energia equivalent a centenars de graus perceptibles (a causa de la radiació solar que reben) si a la pressió del nivell del sòl, la seva rarefacció no permet un tractament idèntic de intercanvi de calor amb l'entorn restant (per exemple, amb el vestit d'un astronauta o amb una termòmetre.